# バエ湖
バエ湖（バエこ、Laguna de Bay）は、フィリピン北部ルソン島にある湖。ラグナ湖（ラグナこ）とも呼ぶ。メトロ・マニラ（Metro Manila）とカラバルソン地方（CALABARZON, Region IV-A）に跨っている。
フィリピン最大の湖であり、火山噴火の降下物および地盤の隆起によってマニラ湾から分離したものである。
表面積は約900km2。湖の形状は、2つの大きな半島と、それに連なるタリム島（Talim Island）により、アルファベットのWに近い形状をしている。
その大きさの割には水深は浅く平均すると2.8mほどしかない。北西のパシッグ川からマニラ湾へ流出し、乾期には湾から海水が逆流する。湖水は有機物に富み循環もよいため魚影が濃く、ティラピアをはじめとする養殖漁業が非常に盛んで、年間漁獲高は12万tにのぼる。しかし一方で、過剰養殖や周辺地区からの栄養分の流入によって水質汚濁が進んでいる。
スペイン語の「ラグナ・デ・バエ」の「ラグナ」とはスペイン語で湖を意味し、南東部のラグナ州はそのまま「湖の州」ということになる。現地ではバエ湖のことを「ラグナ・レイク」（Laguna Lake）と呼んでいる。これは統治下のアメリカ人が広めたもので、日本語に直訳すると「湖湖」になる。なお、タガログ語では「ラワ・ナン・バエ」（Lawa ng Bay）。また、「バイ湖」ということもある。

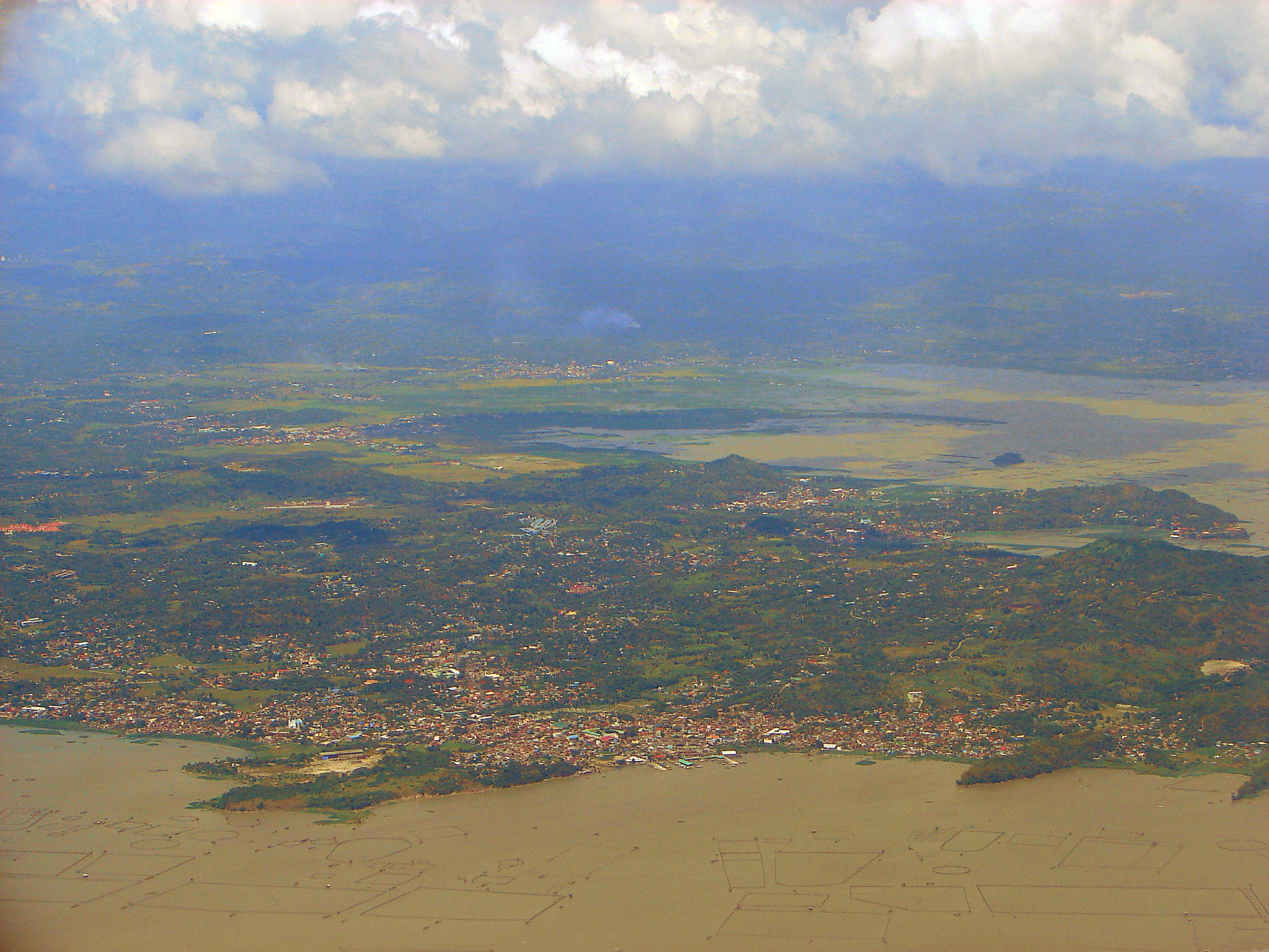
バエ湖の風景

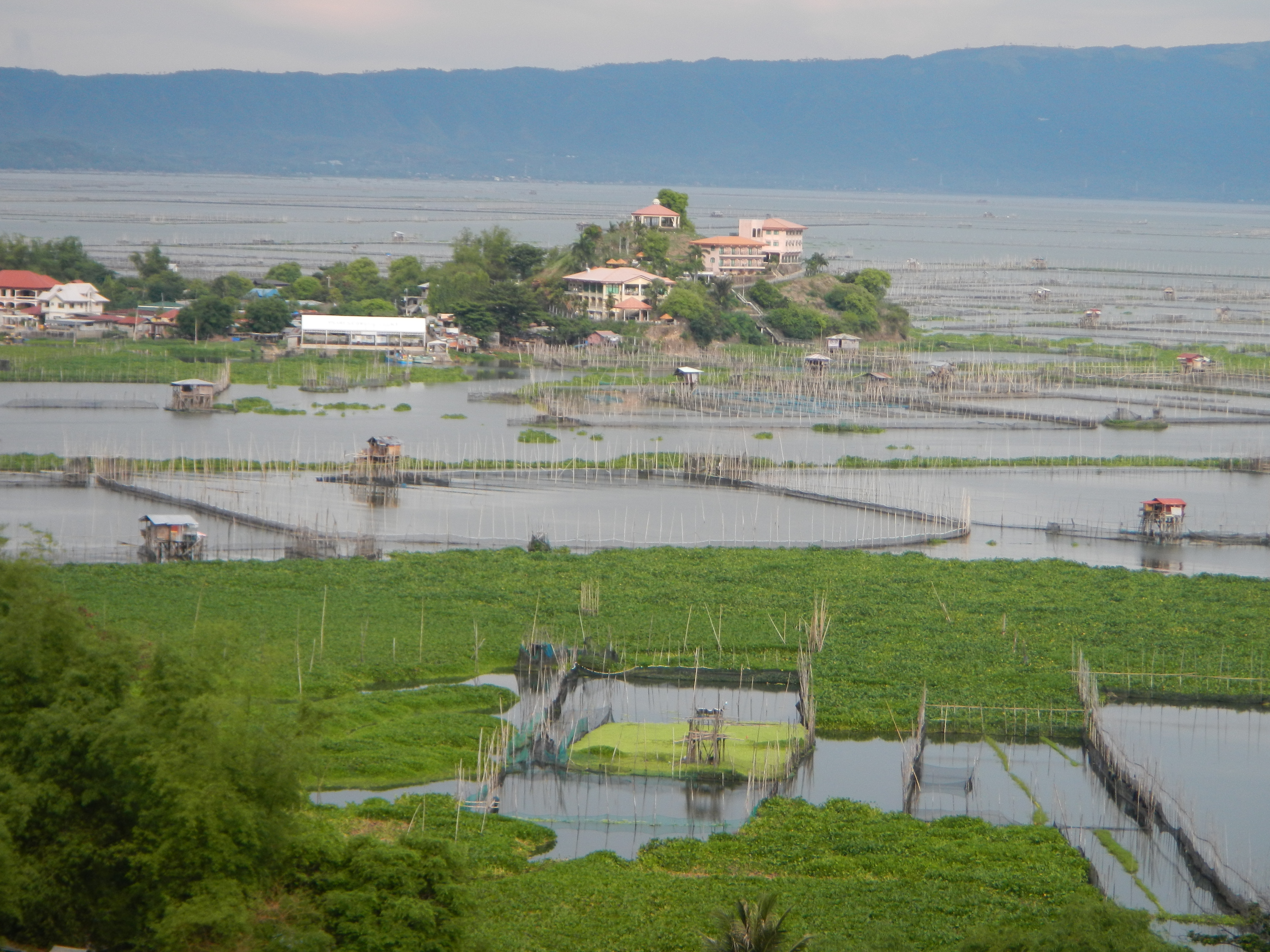
バエ湖の風景